# 海因里希·克鲁格
海因里希·克鲁格（德語：Heinrich Krug，1911年9月22日—？），德国男子水球运动员。他曾代表德国参加1936年夏季奥林匹克运动会水球比赛，获得一枚银牌，赛事期间他仅在一场比赛中上场。